# Tahill Lake
Tahill Lake är en sjö i Kanada.   Den ligger i distriktet Sudbury och provinsen Ontario, i den sydöstra delen av landet, 500 km nordväst om huvudstaden Ottawa. Tahill Lake ligger 390 meter över havet. Arean är 0,23 kvadratkilometer. Den ligger vid sjöarna  A Lake och Mesomikenda Lake. Den sträcker sig 1,6 kilometer i nord-sydlig riktning, och 0,7 kilometer i öst-västlig riktning.
I omgivningarna runt Tahill Lake växer i huvudsak blandskog. Trakten runt Tahill Lake är nära nog obefolkad, med mindre än två invånare per kvadratkilometer.